# Kinaskak
Kinaskak er et strategisk brætspil for 2,3,4 eller 6 spillere. (5 spillere giver ulige vilkår). 
Kinaskak er opfundet i Tyskland i 1890'erne. Det er baseret på spillet halma. 
Kinaskak er trods navnet hverken kinesisk eller en form for skak (for kinesisk skak se xiangqi). Det er heller ikke, trods spillets engelske navn Chinese checkers, en form for dam.